# Chiesa di Santa Margherita (Sappada)
La chiesa di Santa Margherita Vergine e Martire è la parrocchiale di Sappada, in provincia ed arcidiocesi di Udine; fa parte della forania della Montagna.

## Storia
La prima citazione della chiesa risale al 1327 in un atto di donazione con il nome di Santa Margarita de Longaplave.
L'edificio fu ricostruito nel 1666 e ebbe una nuova ricostruzione da mastro Tommaso da Lienz tra il 1777 e il 1779, su modello di altre chiese del Tirolo.

## Descrizione

### Interno

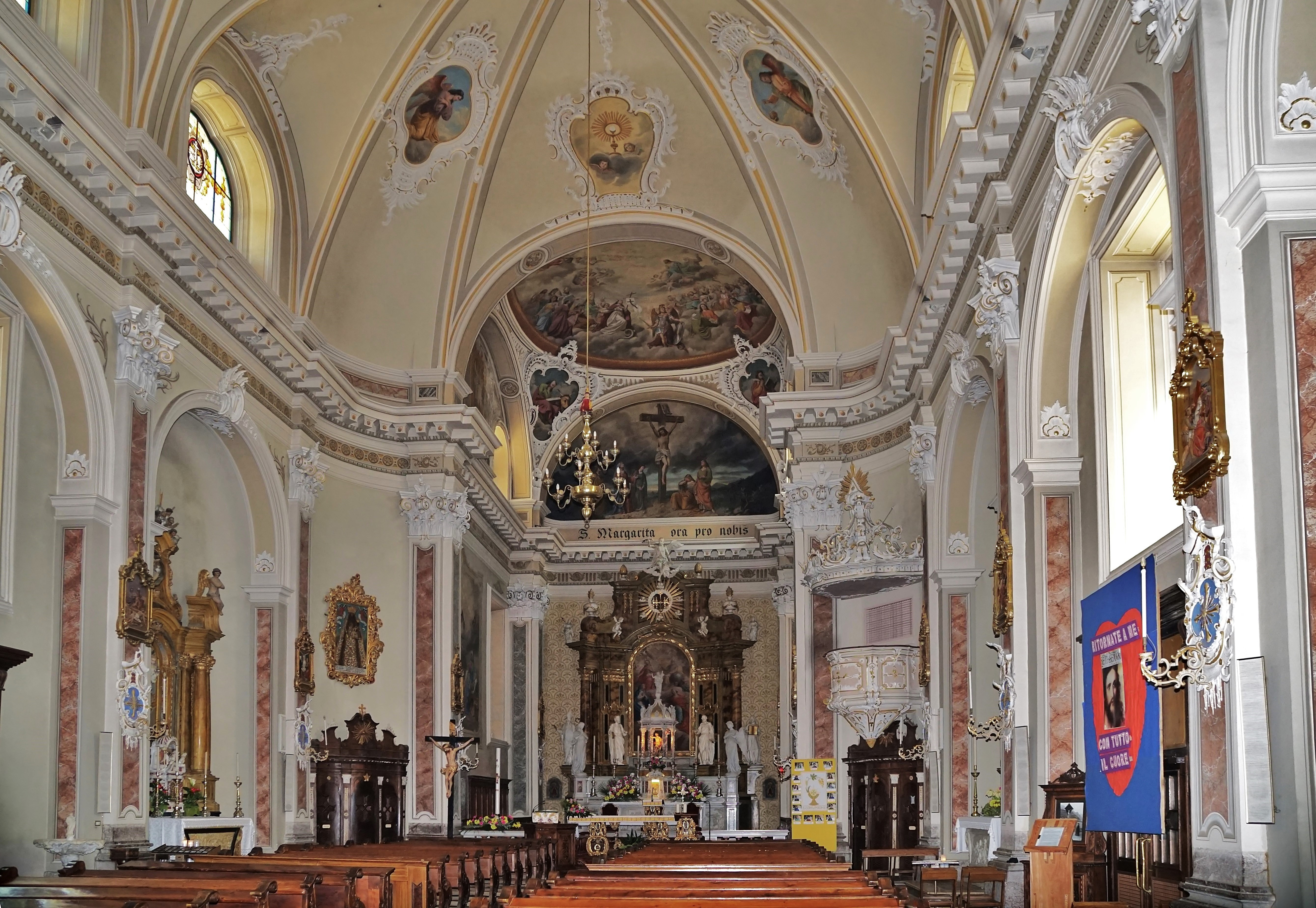
L'interno

All'interno sono presenti numerosi affreschi di Francesco Barazzuti realizzati nel 1906: l'Assunta in cielo (volta della navata), la Crocefissione (abside), la Morte di San Giuseppe (parete sinistra) e il Martirio di Santa Margherita (parete destra); la pala dell'altare maggiore in fondo all'abside fu invece dipinta da Johann Renzler nel 1802. Il campanile è munito di un concerto di tre campane (la maggiore dedicata a Santa Margherita, la mediana a Santa Maria Santissima e la minore ai Santi Ermagora e Fortunato) e termina con una torretta ottagonale coronata da una cuspide sagomata.

## Galleria d'immagini

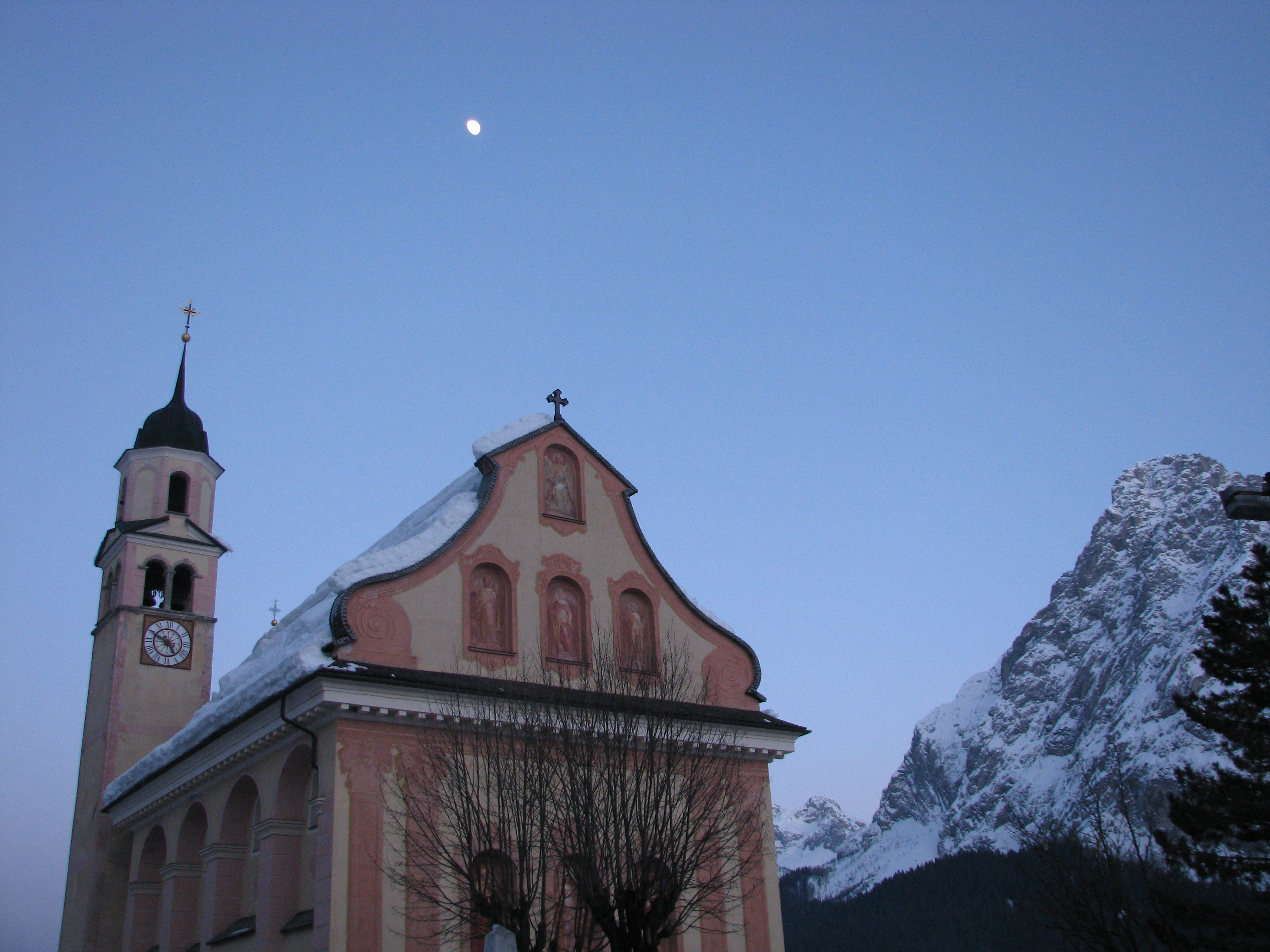
Vista della parrocchiale
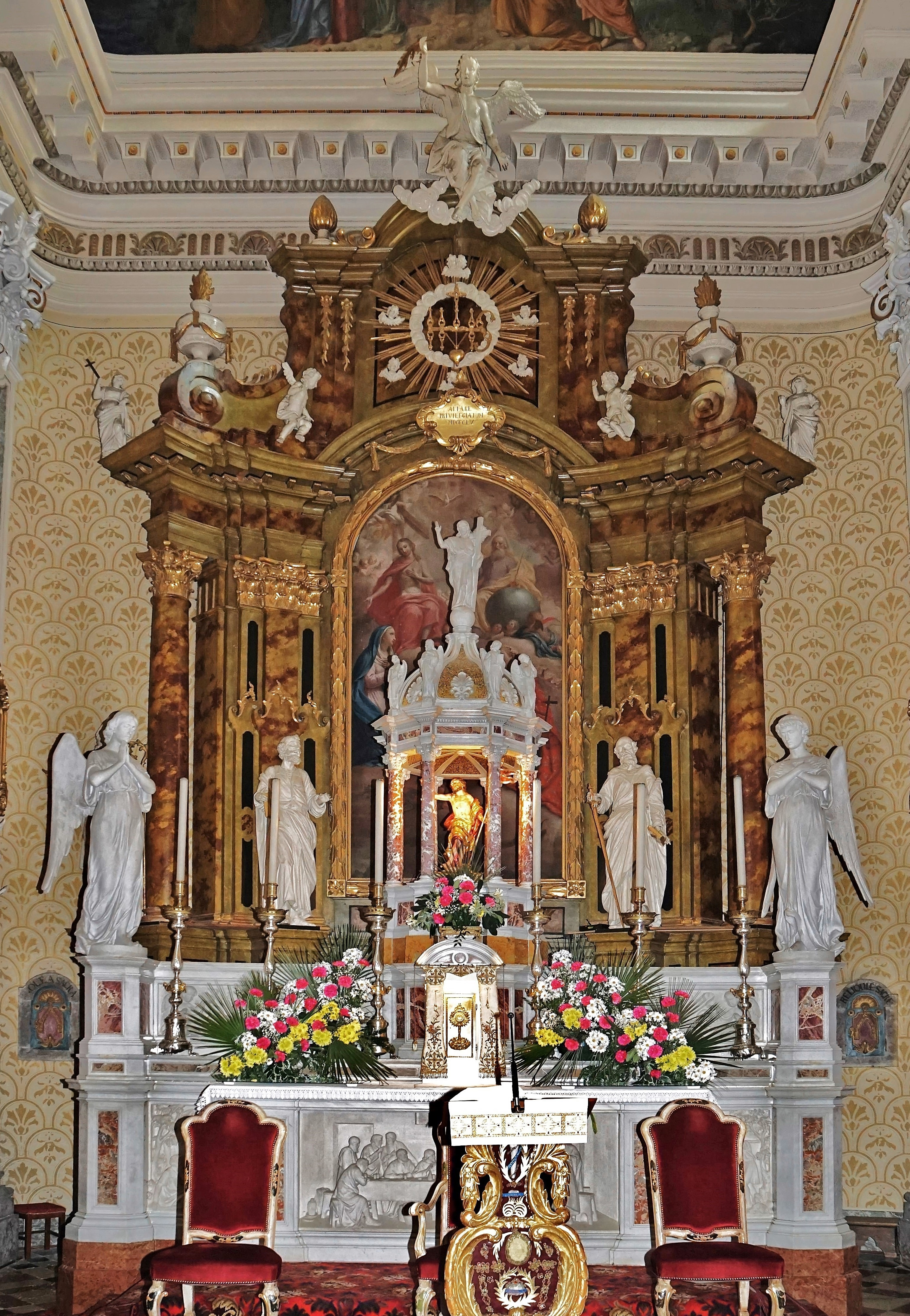
L'altare maggiore
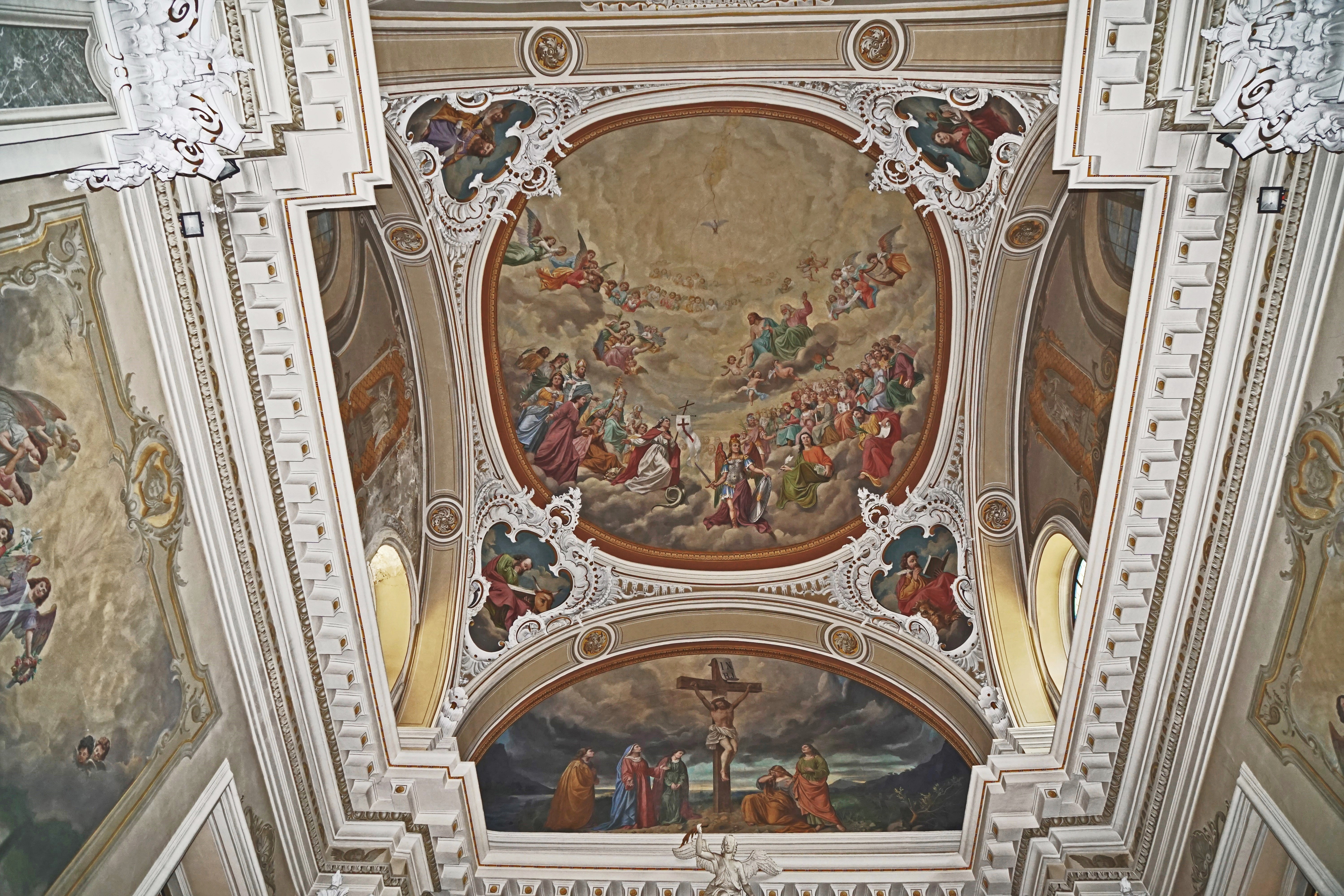
Gli affreschi della cupola
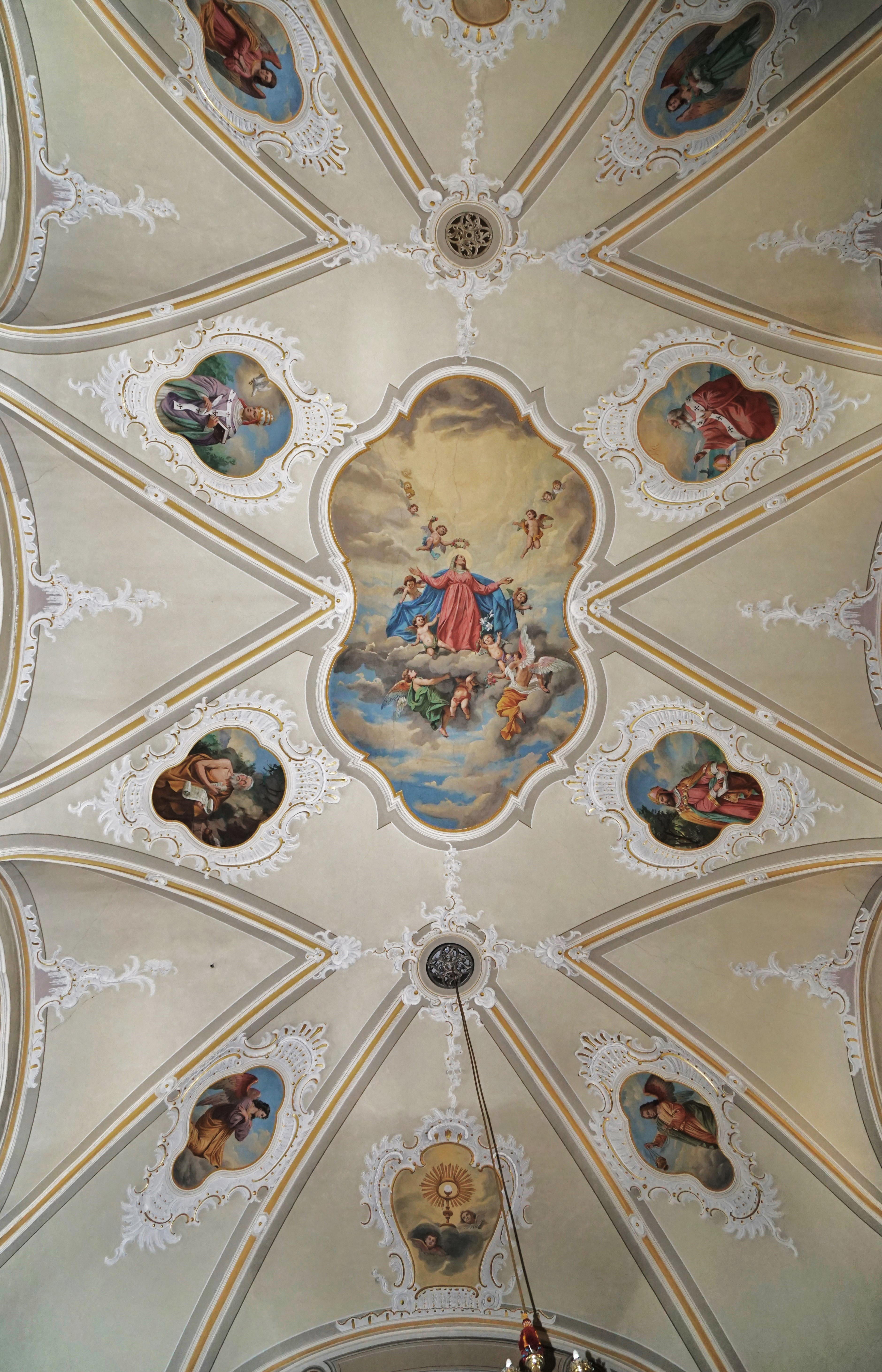
Le decorazioni del soffitto
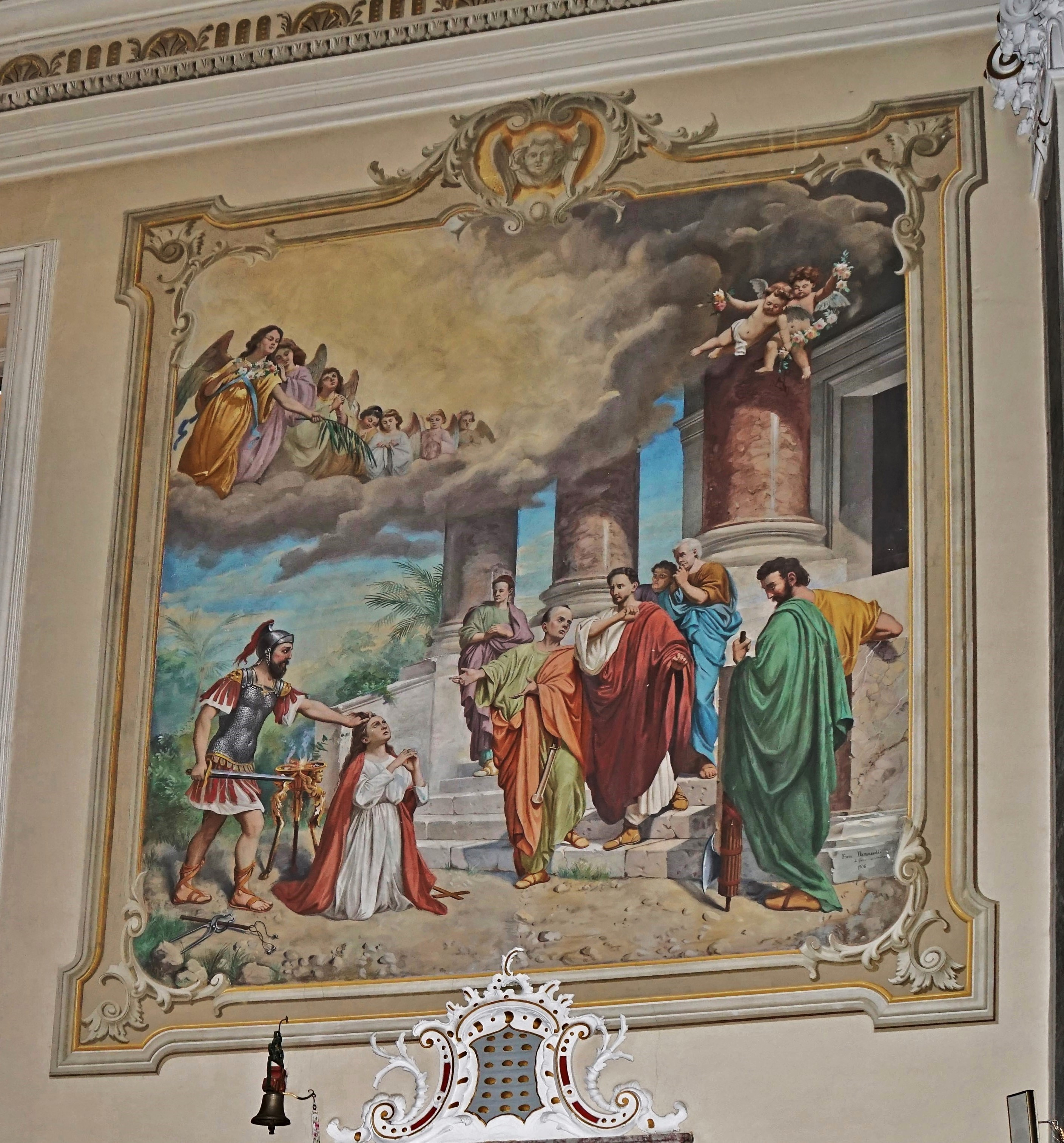
Martirio di Santa Margherita